# عبد القادر الإسكندراني
عبد القادر بن السيد محمد سليم الكيلاني، الشهير بالإسكندراني عالم مسلم فقيه وأديب. ولد بمدينة الإسكندرية في مصر، ونشأ في دمشق، ودرّس في الجامع الأموي. يروي عن الشيخ بكري العطار، والشيخ محمد الخاني، والشيخ عبد الحكيم الأفغاني، ومن أساتذته الشيخ محمد عطا الكسم. كان من العلماء العاملين، كتب بعدّة مجلات كمجلة الحقائق الدمشقية، وغيرها، كما أنه شارك في أعمال جمعية العلماء ونشاطاتها.

## تلاميذه
كان له تلاميذ اشتهروا فيما بعد، منهم: الطبيب جميل الخاني، والشيخ محمد سعيد البرهاني، والشيخ عبد الوهاب الملقب بدبس وزيت.

## مؤلفاته
له رسائل كثيرة منها:
- مورد الصفا في شمائل المصطفى.
- إيقاظ الوسنان في الرد على البروتستانت المنكري إعجاز القرآن.
- تحفة الإخوان في الرد على دعاوى البروستنت المنكرين إعجاز القرآن.
- القول الثبيت في الرد على دعاوي البروتستنت.
- الترصيع في علم المعاني والبيان والبديع.
- الجوهر المعروض في علم العروض.
- المباحث الكلامية في أصول العقائد الإسلامية.
- النفحة الزكية في الرد على شبه الفرقة الوهابية.
- الحجة المرضية في إثبات الواسطة التي نفتها الوهابية.
- معراج الوصول في مبادئ علم الأصول.
- الجواهر المختارة في المجاز والاستعارة.
- صفوة الخطاب في الرد على أعداء الحجاب.
- نهج الرشاد في الرد على مدعي الاجتهاد.
- فيح النشر شرح المقولات العشر.
- البيان الصريح شرح قصيدة غرامي صحيح.
- تنبيه اليقظان في الرد على دعاوي البروتستنت المنكرين إعجاز القرآن.
- دلائل الخيرات.

## وفاته
توفي بدمشق في ربيع الأول سنة 1362 هـ، وله من العمر سبعون عاما تقريبا.